# 植村喜八郎
植村 喜八郎（うえむら きはちろう、1960年9月5日 - ）は、日本の男性俳優、声優。
大分県出身。横浜商科大学高等学校卒業。劇団青年座所属。

## 来歴
小学生のころに観た『キイハンター』の千葉真一に憧れ、1978年に東映アクションタレントクラブの第一期生として、スタントマン兼俳優活動を開始。同期には、『バトルフィーバーJ』で後半よりミスアメリカのスーツアクトレスとなる小野寺えい子がいた。
東映アクションに2年ほど在籍したのち、倉田保昭主宰のアクション集団「倉田保昭とザ・カンフー」に入る。しかし、「ザ・カンフー」は1年ほどで解散し、その後は知り合いの役者がいる芸能プロダクションに所属し俳優業を続けた。
ふたたび東映アクションに練習をさせてもらうという名目で出入りするようになり、ヒーローショーなどにも出演していたころ、スーパー戦隊シリーズのオーディションを受けることとなる。これに合格し、1986年から1987年まで放送された『超新星フラッシュマン』のダイ/グリーンフラッシュ役でレギュラー出演することとなった。『超新星フラッシュマン』終了の1年後、演技の基礎を磨くために劇団青年座の研究所に入る（第14期生）。
1990年には『地球戦隊ファイブマン』の初代艦長シュバリエ役で出演。2012年に『海賊戦隊ゴーカイジャー』に出演した際には、25年ぶりにダイ役を演じた。

## 人物・エピソード
特技はカンフーアクション、殺陣、空手、技斗。
青年座の舞台以外にも野田秀樹作品への出演もしている。
ショッカーO野は高校の同級生である。

### 特撮関連
『超新星フラッシュマン』では、オーディション時の立てた髪型がテレビ朝日プロデューサーの加藤守啓に気に入られたと述べている。
東映プロデューサーの鈴木武幸は、『地球戦隊ファイブマン』で植村を起用した理由について、戦隊の出演経験があり、アクションを得意としていたことを挙げている。同作品で共演した藤敏也は、事前にJACから植村は殺陣がうまいと聞かされており、共演中にはかっこいいパンチやキックの決め方を教わったという。
『ファイブマン』では、撮影初日が真夏の暑い日であったため日射病になりかけたが、言い出すことができず根性で乗り切ったという。
『ゴーカイジャー』は、当時5歳の娘と共に視聴しており、依頼を受けたときは「やっと来たか」という思いであったという。
『科学戦隊ダイナマン』のダイナイエロー・南郷耕作役の時田優と親交があり、時田の勧めで救命救急講習に参加し、2012年7月3日には実際に人命救助を行っている。

## 出演作品（俳優）

### テレビドラマ
- 騎馬奉行 第17話「大泥棒赤猫の伊平」（1980年1月22日、関西テレビ）
- 猿飛佐助（1980年5月11日 - 10月5日、日本テレビ）
- 土曜ワイド劇場 / 瀬戸内殺人海流 帰らない女（1980年、フジテレビ）
- 火曜サスペンス劇場 / 影なき殺意（1982年、日本テレビ）
- 花王名人劇場 / 裸の大将放浪記 別れが悲しかったので（1983年2月6日、フジテレビ） - 市村染千代一座の座員
- 土曜ワイド劇場 / 十三階の女（1983年、朝日放送）
- スーパー戦隊シリーズ
  - 超新星フラッシュマン（1986年3月1日 - 1987年2月21日、テレビ朝日） - ダイ / グリーンフラッシュ
  - 地球戦隊ファイブマン（1990年3月2日 - 1991年2月8日、テレビ朝日） - 初代艦長シュバリエ
  - 海賊戦隊ゴーカイジャー 第49話「宇宙最大の宝」（2012年2月5日、テレビ朝日） - ダイ
- あぶない刑事 第26話「予感」（1987年4月5日、日本テレビ） - 桑原
- うたう!大龍宮城 第21話（1992年5月24日、フジテレビ） - アワビ
- 電光超人グリッドマン 第18話（1993年7月31日、TBS） - 野口明
- ポケベルが鳴らなくて（1993年7月3日 - 9月25日、日本テレビ）
- もう涙は見せない（1993年10月20日 - 12月22日、フジテレビ）
- ザ・ワイドショー（1994年）
- 火曜サスペンス劇場 / 盲人探偵松永礼太郎6 狙撃（1996年、日本テレビ）
- 火曜サスペンス劇場 / 転勤判事（1997年、日本テレビ）
- 踊る大捜査線 歳末特別警戒スペシャル（1997年12月30日）
- 土曜ワイド劇場 / エステサロン白い肌殺人事件2 火の国熊本・天草取材旅行に死の予感（1998年、テレビ朝日）
- 火曜サスペンス劇場 / 地方記者立花陽介13 日光今市通信局・ゆばの町の人捜し美談記事が呼んだ2つの殺人（1999年、日本テレビ）
- 大河ドラマ
  - 葵 徳川三代（2000年1月9日 - 12月17日、NHK） - 湯浅五助
  - 武蔵 MUSASHI（2003年1月 - 12月、NHK）
- 小さな駅で降りる（2000年、テレビ東京）
- ストレートニュース 第5話（2000年11月8日、日本テレビ）
- 火曜サスペンス劇場 / ふるさとの傷・愛は残酷…（2000年、日本テレビ）
- ラブ・レボリューション 第11話（2001年6月18日、フジテレビ）
- 火曜サスペンス劇場 / 幸せの幻影（2001年、日本テレビ）
- 月曜ミステリー劇場 / 十津川警部シリーズ 寝台特急あさかぜ殺人事件（2005年、TBS）
- 月曜ミステリー劇場 / 世直し公務員 ザ・公証人VI（2006年）
- ゾウのはな子（2007年8月4日）
- ラスト・フレンズ（2008年）
- 遺留捜査 第3話（2011年4月27日、テレビ朝日）
- 新・警視庁捜査一課9係 第6シリーズ 第8話（2011年8月24日、テレビ朝日） - 舘川幸男
- 水戸黄門 最終回スペシャル（2011年12月19日、TBS） - 浪人風の侍
- 実験刑事トトリ2 第5話（2013年、NHK）
- 相棒 Season 12 第10話「ボマー」（2014年1月1日、テレビ朝日） - 刑事
- 月曜ミステリー/ 湯けむりバスツアー 桜庭さやかの事件簿6（2015年9月14日、TBS）
- 相棒 Season 14 第1話「フランケンシュタインの告白」（2015年10月14日、テレビ朝日） - 藤森喜郎
- 妖ばなし （TOKYO MX）
  - 第7話「大太郎法師」(2017年5月13日) - 柳田清男
  - 第24話「縊鬼」(2018年3月17日) - 小吉木卓
  - 第91話「迷わし神」(2023年8月26日) - 皆山圭一
  - 第92話「七人みさき」(2023年9月2日) - 左馬介
- NHKスペシャル
  - 「原発メルトダウン　危機の88時間」（2018年）
  - 「メルトダウン7・そして冷却水は絞られた〜原発事故迷走の2日間〜」（2018年）
- 武蔵忍法伝 忍者烈風 （2018年、TOKYO MX） - 宝台蛮児
- 元彼の遺言状 第9話・第10話（2022年6月7日・14日、フジテレビ）
- トレジャーズB （2022年、TOKYO MX） - 宝台蛮児
- J-BOTケロ太 第7話（2023年6月24日、TOKYO MX） - 宝台蛮児

### 映画
- 劇場版 超新星フラッシュマン（1986年、東映） - ダイ / グリーンフラッシュ
- 幕末純情伝（1991年7月6日、松竹）
- ゴジラvsキングギドラ（1991年12月14日、東宝）
- デビルマン（2004年10月9日、東映）
- 容疑者 室井慎次（2005年8月27日、東宝）
- 武士の一分（2006年12月1日、松竹）
- 釣りバカ日誌18 ハマちゃんスーさん瀬戸の約束（2007年9月8日、松竹）
- 母べえ（2008年1月26日、松竹）

### DVD
- ヒロインピンチオムニバス24 太陽の戦士レオーナ MAMA（2019年、ZENピクチャーズ） - 桐島章吾

## 出演作品（声優）

### テレビアニメ
1993年
- 海がきこえる

1994年
- 親子クラブ（花咲喜八）

1997年
- 名探偵コナン（1997年 - 2000年、寛念、沖田一、島正利、青柳哲也）

1998年
- デビルマンレディー（プロデューサー）

1999年
- 人形草紙あやつり左近（秋月恭一）
- 金田一少年の事件簿（1999年 - 2000年、楊小龍）
- ∀ガンダム（クルー、ミリシャ兵、タイラント、農民、トロイ 他）
- ワイルドアームズ トワイライトヴェノム（男B）

2000年
- デジモンアドベンチャー02（ハンギョモン）

2001年
- Z.O.E Dolores, i（モルス）
- ONE PIECE（2001年 - 2024年、チャカ）

2002年
- 王ドロボウJING（オークショニア）
- OVERMANキングゲイナー
- キディ・グレイド（フレイザー）

2003年
- エアマスター（武月雄）
- フルメタル・パニック?ふもっふ（ゲンさん）

2004年
- エリア88（レオン）
- ボボボーボ・ボーボボ（カツ）

2009年
- ねぎぼうずのあさたろう（葛根龍之介）

### OVA
- 銀河英雄伝説外伝 叛乱者（2000年、デューリング）
- Z.O.E 2167 IDOLO（2001年、オペレーター）

### 劇場アニメ
- 機動戦士ガンダム 特別版（2000年、アコース）
- 機動戦士ガンダムII 哀・戦士編 特別版（2000年、アコース）
- ONE PIECE エピソードオブアラバスタ 砂漠の王女と海賊たち（2007年、チャカ）

### ゲーム
2000年代
- 名探偵コナン 最高の相棒（2002年、AD）
- ONE PIECE グランドバトル! 2（2002年、チャカ）
- 機動戦士ガンダム 一年戦争（2005年、アコース）

2010年代
- 機動戦士ガンダム オンライン（2012年、アコース、ラサ）
- ONE PIECE ワンピーベリーマッチIC（2012年、チャカ）
- ONE PIECE ワンピースキングス（2014年、チャカ）
- SDガンダム GGENERATION GENESIS（2016年、アコース）

### 吹き替え

#### 映画
- ザ・ハリケーン ※ビデオ版
- トロン: レガシー（怯えるプログラム）
- 南極物語
- ノー・トゥモロー
- ハードネス ※テレビ東京版
- ブレイド3 ※ビデオ版
- ライフ・イズ・コメディ! ピーター・セラーズの愛し方

#### ドラマ
- カリフォルニア・ドリーム（ジェイク・ソマーズ）
- TVキャスター マーフィー・ブラウン（スコット）